# Rules of Survival
Rules of Survival (RoS) est un free-to-play, multijoueur en ligne de type battle royale développé et édité par NetEase Games, d'abord publié en accès bêta en novembre 2017. En octobre 2018, le jeu avait atteint 230 millions de joueurs dans le monde. 
Le 30 mai 2018, le jeu est sorti sur Steam. Contrairement à la version gratuite non-Steam, le jeu est sorti avec une étiquette de prix, offrant des « cadeaux spéciaux » à l'achat. Le jeu a ensuite été retiré de Steam le 13 juin 2018, et rétabli le 28 juin 2018. 

## Gameplay
Rules of Survival suit la forme standard du genre battle royale, où les joueurs se battent pour être la dernière personne (ou équipe) en vie. Les joueurs peuvent choisir d'entrer dans le match dans différents modes: Solo, Duo, Squad (quatre joueurs) ou Fireteam (cinq joueurs). Dans les deux cas, la dernière personne ou équipe laissée en vie remporte le match. Il y a deux cartes jouables dans le jeu: Ghillie Island (120 joueurs, 4,8 km × 4,8 km) et Fearless Fiord (300 joueurs, 8 km × 8 km). Il existe également différents modes de jeu tels que le mode or, dans lequel le joueur peut gagner de l'or, ou le mode diamant dans lequel les joueurs peuvent gagner des diamants tout au long du match. L'introduction de la carte de jeu Fearless Fiord introduit un nouveau type de match, le Blitzkrieg, dans lequel les joueurs n'atterriront que sur une certaine partie de la carte équipée d'un pistolet, d'un sac à dos et d'une armure de base. Blitzkrieg est destiné à amener les joueurs à s'affronter de front.
Le tour commence avec tous les joueurs contenus dans un seul endroit sur une île. Une fois le compte à rebours terminé, les joueurs parachuteront d'un avion sur une île, avec des objets distribués de manière procédurale tels que des armes, des armures et des kits médicaux pouvant être pillés et des véhicules à monter. Les joueurs peuvent également piller les joueurs tués pour leur équipement. En mode à la troisième personne, les joueurs peuvent basculer entre la perspective à la troisième personne et à la première personne. Le jeu propose également un mode à la première personne qui force les joueurs dans une perspective à la première personne. Au fur et à mesure que le temps de jeu avance, la zone de sécurité du jeu diminuera progressivement de taille, où les joueurs pris en dehors de la zone subiront des dégâts. Cela augmente les chances de rencontre, et donc de confrontation entre les joueurs. Des baisses de ravitaillement aléatoires se produiront également pendant le match, fournissant des objets aléatoires qui pourraient autrement ne pas être trouvés pendant le jeu normal.
À la fin de chaque tour, les joueurs recevront des monnaies du jeu en fonction de la durée de survie, du nombre de joueurs tués par le joueur et du niveau du joueur. Ces monnaies peuvent ensuite être utilisées pour acheter des boîtes d'approvisionnement contenant des objets cosmétiques pour la personnalisation du personnage ou de l'arme. 

## Controverse
Avant la sortie de leurs versions mobiles, PUBG Corporation a engagé une action en justice devant la cour du district nord de la Californie (en) contre NetEase Games en janvier 2018, affirmant que leurs jeux mobiles Rules of Survival et Knives Out enfreignent les droits d'auteur de PlayerUnknown's Battlegrounds. La poursuite de PUBG Corporation affirme que Rules of Survival est « une œuvre audiovisuelle protégée par le droit d'auteur, individuellement et/ou en combinaison avec d'autres éléments de Battlegrounds », et a identifié plusieurs éléments qui semblent similaires dans les deux jeux. Alors que beaucoup de ces éléments sont des caractéristiques communes d'un jeu de bataille royale, PUBG Corporation affirme qu'il y a des éléments spécifiques de Battlegrounds qui ont été copiés, comme les références au poulet pour gagner une partie ou l'utilisation d'ustensiles de cuisine comme armes. PUBG Corporation a également accusé NetEase d'avoir « cloné [Battlegrounds] à un prix égal ou inférieur au prix coûtant dans le but de gagner des parts de marché avant que PUBG ne lance Battlegrounds sur les appareils mobiles ». PUBG Corporation demande à la fois des dommages-intérêts monétaires et l'interdiction pour NetEase de poursuivre la distribution des jeux. NetEase, en répondant à la demande de PUBG Corporation à Apple de retirer les jeux, a nié que leurs jeux violaient les droits d'auteur de Battlegrounds,. 